# Posebna prava vučenja
Posebna prava vučenja  (eng. Special Drawing Rights, kratica SDR) međunarodna je obračunska jedinica koju je utvrdio i definirao Međunarodni monetarni fond (MMF). 

## Ustanovljenje
Sporazumom članica Međunarodnog monetarnog fonda 1974. godine, zlato se prestalo koristiti kao mjerilo vrijednosti jer je zbog krize na burzama izgubilo svojstvo sigurnog i stabilnog mjerila vrijednosti. Umjesto zlata uveden je SDR.

## Uporaba
Služi kao mjera veličine nacionalnog gospodarstva i količina do koje MMF može privremeno otkupiti nacionalnu valutu radi uravnoteženja bilance plaćanja pojedine članice.
SDR se koristi i u trgovačkom te pomorskom pravu. Kod potonjeg je važan kod odgovornosti te naročito za institut ograničene odgovornosti za pomorske tražbine.

## Obračun vrijednosti
Vrijednost SDR-a se određuje na temelju dnevnog prosjeka srednjih vrijednosti pet svjetskih valuta - tzv. košarica valuta (eng. "currency basket"): USD, EUR, JPY, GBP i CNY. 
Jedan SDR je 22.rujna 2011. godine vrijedio 1,557790 USD-a. Najčešće se vrijednost SDR-a i kreće oko 1,5 USD-a.

## Međunarodni valutni kod
Međunarodni valutni kôd ISO 4217 za ovu valutu je XDR

## Vanjske poveznice
- MMF Podatci o posebnim pravima vučenja